# Biscutella caroli-pauana
Biscutella caroli-pauana là một loài thực vật có hoa trong họ Cải. Loài này được Stübing Peris & Figuerola mô tả khoa học đầu tiên năm 1991.